# Raven's Nest
Raven's Nest var en gruppe af wrestlere ført an af Raven, og gruppen eksisterede i Extreme Championship Wrestling fra 1995 til 1997 og senere i både World Championship Wrestling (under navnene The Flock og The Dead Pool) og Total Nonstop Action Wrestling (under navnene The Gathering og Serotonin).
I Extreme Championship Wrestling bestod Raven's Nest af bl.a. Raven, Stevie Richards, Tony Stetson, Johnny Hotbody, Beulah McGillicutty, Luna Vachon, Vampire Warrior, Big Dick Dudley, Dudley Dudley, Cactus Jack, Perry Saturn, John Kronus, Brian Lee, Super Nova, etc., og den eksisterede fra 1995 til 1997. Med gruppens hjælp var Raven i stand til at vinde ECW World Heavyweight Championship to gange.
Raven og Stevie Richards skrev kontrakt med World Championship Wrestling i 1997, og de dannede The Flock, som var en fortsættelse af Raven's Nest. I WCW bestod The Flock bl.a. også af Lodi, Reese, Scotty Riggs, Horace, Kanyon, Hammer, Sick Boy og Perry Saturn. I WCW var Raven i stand til at vinde WCW United States Heavyweight Championship, mens Perry Saturn vandt WCW World Television Championship. Perry Saturn blev dog træt af Ravens dominans og besejrede ham ved WCW's Fall Brawl i september 1998. Med sejren var The Flock dermed frie fra Raven.
| Sport | Spire Denne artikel om sport er en spire som bør udbygges. Du er velkommen til at hjælpe Wikipedia ved at udvide den. |